# Nuevos Horizontes
Nuevos Horizontes (auch: Nuevo Horizonte) ist eine Ortschaft im Departamento Beni im Tiefland des südamerikanischen Andenstaates Bolivien.

## Lage im Nahraum
Nuevos Horizontes ist der zweitgrößte Ort im Municipio Rurrenabaque in der Provinz Ballivián. Nuevos Horizontes liegt etwa auf einer Höhe von 250 m im Westen der Moxos-Ebene unweit der Stadt Rurrenabaque.

## Geographie
Nuevos Horizontes liegt im bolivianischen Teil des Amazonasbeckens direkt nördlich der Vorandenketten in einem ganzjährig humiden Klima.
Die mittlere Durchschnittstemperatur der Region liegt bei 26 °C (siehe Klimadiagramm Rurrenabaque) und schwankt nur unwesentlich zwischen 23 °C im Juni und Juli und gut 27 °C von Oktober bis Dezember. Der Jahresniederschlag beträgt knapp 2000 mm, mit einer ausgeprägten Regenzeit von Dezember bis März mit 200–300 mm Monatsniederschlag und niedrigsten Monatswerten knapp unter 100 mm von Juli bis September.

## Verkehrsnetz
Nuevos Horizontes liegt in einer Entfernung von 350 Straßenkilometern westlich von Trinidad, der Hauptstadt des Departamentos.
Von Trinidad führt die weitgehend unbefestigte Nationalstraße Ruta 3 über 281 Kilometer in westlicher Richtung bis Yucumo. Von dort führt die Ruta 8 in nördliche Richtung über Nuevos Horizontes nach Rurrenabaque und weiter über Reyes bis nach Riberalta und Guayaramerín an der brasilianischen Grenze.
Die Entfernung nach Rurrenabaque beträgt 35 Kilometer.

## Bevölkerung
Die Einwohnerzahl der Ortschaft ist zwischen 1992 und 2012 auf mehr als das Dreifache angewachsen:
| Jahr | Einwohner | Quelle       |
| ---- | --------- | ------------ |
| 1992 | 181       | Volkszählung |
| 2001 | 395       | Volkszählung |
| 2012 | 575       | Volkszählung |
| 2024 |           | Volkszählung |